# Serie C 2022-23
La Serie C 2022-23 fue la novena edición de la Serie C, correspondiente al tercer nivel del fútbol italiano. Cuenta con 60 equipos divididos en tres grupos de 20, según proximidad geográfica.

## Ascensos y descensos
| Pos        | a la Serie B |
| ---------- | ------------ |
| 1.º (G. A) | Südtirol     |
| 1.º (G. B) | Modena       |
| 1.º (G. C) | Bari         |
| Prom.      | Palermo      |

| Pos      | a la Serie C |
| -------- | ------------ |
| Play-off | Vicenza      |
| 18.º     | Alessandria  |
| 19.º     | Crotone      |
| 20.º     | Pordenone    |

| Pos        | a la Serie C          |
| ---------- | --------------------- |
| 1º Grupo A | Novara                |
| 1º Grupo B | Sangiuliano City Nova |
| 1º Grupo C | Arzignano             |
| 1º Grupo D | Rimini                |
| 1º Grupo E | San Donato Tavarnelle |
| 1º Grupo F | Recanatese            |
| 1º Grupo G | Giugliano Calcio 1928 |
| 1º Grupo H | Audace Cerignola      |
| 1º Grupo I | Gelbison              |
| Repechaje  | Torres                |

| Pos | a la Serie D                         |
| --- | ------------------------------------ |
| G A | 1913 Seregno Calcio                  |
| G A | AS Giana Erminio                     |
| G A | FC Legnago Salus                     |
| G B | US Pistoiese 1921                    |
| G B | US Grosseto                          |
| G B | Teramo Calcio (Problemas Económicos) |
| G C | Paganese Calcio 1926                 |
| G C | US Vibonese                          |
| G C | SS Campobasso (Problemas Económicos) |
| G C | Calcio Catania (Retirado)            |

## Grupo A

### Equipos participantes
| Equipos           | Ciudad                | Estadio              | Temporada 2022/23   |
| ----------------- | --------------------- | -------------------- | ------------------- |
| Juventus Next Gen | Alessandria           | Giuseppe Moccagatta  | 8º                  |
| Vicenza           | Vicenza               | Estadio Romeo Menti  | 17º Serie B         |
| Padova            | Padua                 | Estadio Euganeo      | 2º                  |
| Piacenza          | Piacenza              | Leonardo Garilli     | 9º                  |
| Pordenone         | Pordenone             | Ottavio Bottecchia   | 20º Serie B         |
| Pro Vercelli      | Vercelli              | Estadio Silvio Piola | 7º                  |
| Triestina         | Trieste               | Estadio Nereo Rocco  | 5º                  |
| FeralpiSalò       | Saló                  | Lino Turina          | 3º                  |
| AlbinoLeffe       | Albino y Leffe        | Ciudad de Gorgonzola | 12º                 |
| Mantova           | Mantua                | Danilo Martelli      | 15º                 |
| Trento            | Trento                | Estadio Briamasco    | 16º                 |
| Virtus Verona     | Verona                | Gavagnin-Sinibaldo   | 13º                 |
| Pro Patria        | Busto Arsizio         | Carlo Speroni        | 11º                 |
| Renate            | Meda                  | Leonardo Garilli     | 4º                  |
| Pergolettese      | Crema                 | Giuseppe Voltini     | 10º                 |
| Novara            | Novara                | Estadio Silvio Piola | 1º Serie D/ Grupo A |
| Sangiuliano       | San Giuliano Milanese | Estadio Breda        | 1º Serie D/ Grupo B |
| Lecco             | Lecco                 | Rigamonti-Ceppi      | 6º                  |
| Pro Sesto         | Sesto San Giovanni    | Estadio Breda        | 17º                 |
| Arzignano         | Arzignano             | Estadio Dal Molin    | 1º Serie D/ Grupo C |

### Posiciones
| Pos. | Equipo             | Pts. | PJ | G  | E  | P  | GF | GC | Dif. | Clasificación                                         |
| ---- | ------------------ | ---- | -- | -- | -- | -- | -- | -- | ---- | ----------------------------------------------------- |
| 1    | FeralpiSalò (A, C) | 71   | 38 | 20 | 11 | 7  | 41 | 21 | +20  | Ascenso a Serie B                                     |
| 2    | Pordenone          | 62   | 38 | 16 | 14 | 8  | 63 | 35 | +28  | Acceso a la fase nacional de la promoción de ascenso  |
| 3    | Lecco (A)          | 62   | 38 | 17 | 11 | 10 | 45 | 40 | +5   | Acceso a la fase nacional de la promoción de ascenso  |
| 4    | Pro Sesto          | 60   | 38 | 16 | 12 | 10 | 46 | 45 | +1   | Acceso a la fase de grupos de la promoción de ascenso |
| 5    | Padova             | 59   | 38 | 15 | 14 | 9  | 47 | 40 | +7   | Acceso a la fase de grupos de la promoción de ascenso |
| 6    | Virtus Verona      | 58   | 38 | 15 | 13 | 10 | 46 | 30 | +16  | Acceso a la fase de grupos de la promoción de ascenso |
| 7    | Vicenza            | 58   | 38 | 17 | 7  | 14 | 64 | 47 | +17  | Acceso a la fase nacional de la promoción de ascenso  |
| 8    | Renate             | 53   | 38 | 14 | 11 | 13 | 49 | 55 | −6   | Acceso a la fase de grupos de la promoción de ascenso |
| 9    | Arzignano          | 53   | 38 | 13 | 14 | 11 | 43 | 38 | +5   | Acceso a la fase de grupos de la promoción de ascenso |
| 10   | Novara             | 52   | 38 | 15 | 7  | 16 | 48 | 45 | +3   | Acceso a la fase de grupos de la promoción de ascenso |
| 11   | Pergolettese       | 51   | 38 | 14 | 9  | 15 | 43 | 42 | +1   | Acceso a la fase de grupos de la promoción de ascenso |
| 12   | Pro Patria         | 50   | 38 | 13 | 11 | 14 | 37 | 43 | −6   |                                                       |
| 13   | Juventus Next Gen  | 49   | 38 | 13 | 10 | 15 | 42 | 48 | −6   |                                                       |
| 14   | Trento             | 46   | 38 | 12 | 10 | 16 | 40 | 42 | −2   |                                                       |
| 15   | Pro Vercelli       | 46   | 38 | 12 | 10 | 16 | 38 | 47 | −9   |                                                       |
| 16   | Mantova (D)        | 45   | 38 | 12 | 9  | 17 | 48 | 62 | −14  | Acceso a la promoción de permanencia                  |
| 17   | Sangiuliano (D)    | 42   | 38 | 12 | 6  | 20 | 38 | 46 | −8   | Acceso a la promoción de permanencia                  |
| 18   | Triestina          | 39   | 38 | 9  | 12 | 17 | 31 | 45 | −14  | Acceso a la promoción de permanencia                  |
| 19   | AlbinoLeffe        | 38   | 38 | 9  | 11 | 18 | 43 | 54 | −11  | Acceso a la promoción de permanencia                  |
| 20   | Piacenza (D)       | 38   | 38 | 8  | 14 | 16 | 42 | 59 | −17  | Descenso a Serie D                                    |

Actualizado a los partidos jugados el 22 de abril de 2023.
 Fuente: SoccerWay
Notas:
1. ↑  El Vicenza se clasificó para la fase nacional de la promoción de ascenso por ganar la edición 2022-23 de la Copa Italia de la Serie C.
2. ↑  El Pergolettese se clasificó a la fase de grupos de la promoción de ascenso para cubrir la plaza vacante dejada por el Vicenza.

### Resultados
| Local \ Visitante | ALB | ARZ | FER | JUV | LEC | MAN | NOV | PAD | PER | PIA | POR | PRP | PRS | PRV | REN | SAN | TRE | TRI | VIC | VIR |
| ----------------- | --- | --- | --- | --- | --- | --- | --- | --- | --- | --- | --- | --- | --- | --- | --- | --- | --- | --- | --- | --- |
| AlbinoLeffe       | —   | 0–3 | 0–1 | 1–1 | 1–1 | 0–2 | 3–1 | 2–3 | 2–0 | 1–1 | 1–1 | 0–1 | 3–1 | 0–1 | 2–3 | 1–1 | 1–1 | 0–1 | 1–1 | 0–1 |
| Arzignano         | 5–1 | —   | 2–1 | 2–1 | 0–2 | 0–1 | 1–1 | 0–1 | 0–0 | 3–0 | 3–1 | 0–0 | 1–1 | 1–1 | 2–3 | 0–0 | 1–1 | 1–1 | 0–1 | 0–0 |
| FeralpiSalò       | 1–0 | 1–0 | —   | 2–1 | 0–0 | 3–1 | 4–0 | 0–0 | 1–0 | 0–1 | 1–1 | 0–1 | 2–1 | 0–1 | 1–4 | 3–1 | 1–0 | 1–0 | 2–0 | 0–2 |
| Juventus Next Gen | 2–1 | 0–1 | 1–3 | —   | 0–2 | 2–2 | 2–1 | 1–2 | 1–1 | 2–0 | 1–2 | 1–1 | 3–0 | 1–0 | 1–1 | 1–0 | 2–0 | 1–0 | 2–1 | 0–3 |
| Lecco             | 2–1 | 2–1 | 0–0 | 1–0 | —   | 3–0 | 3–1 | 2–1 | 2–0 | 3–1 | 0–0 | 2–1 | 0–2 | 0–0 | 1–0 | 2–0 | 1–2 | 0–0 | 3–0 | 0–0 |
| Mantova           | 0–1 | 0–1 | 0–0 | 1–1 | 2–0 | —   | 1–2 | 1–3 | 2–1 | 1–2 | 2–1 | 2–0 | 0–0 | 3–3 | 3–1 | 2–1 | 2–1 | 1–0 | 2–6 | 2–3 |
| Novara            | 1–2 | 3–1 | 1–0 | 2–0 | 1–2 | 5–0 | —   | 1–3 | 1–2 | 1–1 | 4–1 | 1–0 | 0–1 | 0–1 | 3–1 | 1–0 | 1–1 | 1–1 | 3–0 | 0–0 |
| Padova            | 2–2 | 2–2 | 1–1 | 1–1 | 3–1 | 1–1 | 1–2 | —   | 0–3 | 1–1 | 1–1 | 3–0 | 0–0 | 1–0 | 0–1 | 2–0 | 2–1 | 1–1 | 2–1 | 0–0 |
| Pergolettese      | 2–0 | 1–1 | 0–1 | 0–1 | 4–2 | 0–0 | 1–0 | 5–0 | —   | 2–1 | 1–5 | 3–2 | 1–2 | 1–0 | 3–0 | 2–2 | 2–1 | 1–2 | 0–0 | 0–2 |
| Piacenza          | 2–2 | 1–2 | 0–2 | 3–3 | 0–0 | 4–2 | 1–1 | 1–1 | 3–1 | —   | 0–3 | 0–1 | 1–0 | 1–1 | 2–3 | 0–2 | 0–3 | 2–0 | 1–0 | 1–1 |
| Pordenone         | 1–0 | 2–0 | 0–1 | 1–1 | 5–0 | 2–2 | 1–0 | 0–1 | 1–1 | 2–1 | —   | 2–2 | 1–0 | 0–1 | 1–1 | 2–1 | 2–0 | 2–1 | 2–2 | 0–0 |
| Pro Patria        | 1–4 | 1–1 | 0–0 | 0–1 | 2–0 | 3–0 | 1–1 | 0–3 | 1–2 | 1–1 | 0–0 | —   | 1–3 | 2–1 | 1–1 | 2–1 | 1–2 | 2–1 | 2–0 | 1–0 |
| Pro Sesto         | 2–2 | 0–1 | 0–0 | 1–1 | 1–1 | 1–0 | 2–1 | 2–0 | 0–1 | 1–0 | 2–2 | 2–1 | —   | 2–2 | 0–0 | 1–2 | 1–1 | 2–1 | 1–4 | 2–1 |
| Pro Vercelli      | 1–3 | 1–0 | 0–0 | 0–1 | 1–1 | 0–2 | 1–2 | 1–0 | 1–1 | 2–0 | 2–0 | 0–2 | 1–2 | —   | 1–1 | 2–1 | 1–2 | 2–1 | 1–4 | 0–3 |
| Renate            | 0–0 | 3–0 | 1–4 | 3–2 | 0–2 | 1–3 | 1–0 | 2–0 | 0–0 | 3–2 | 0–0 | 0–1 | 3–4 | 1–0 | —   | 1–0 | 0–2 | 1–4 | 2–1 | 1–1 |
| Sangiuliano       | 2–0 | 1–2 | 1–2 | 0–1 | 1–0 | 4–2 | 0–1 | 1–0 | 1–0 | 3–1 | 0–1 | 0–1 | 0–1 | 1–0 | 2–2 | —   | 0–2 | 1–0 | 0–1 | 1–1 |
| Trento            | 0–1 | 1–1 | 0–0 | 2–1 | 2–0 | 1–0 | 2–1 | 0–1 | 0–1 | 2–2 | 0–2 | 0–0 | 1–1 | 4–1 | 0–2 | 2–3 | —   | 1–1 | 0–1 | 0–2 |
| Triestina         | 0–3 | 0–1 | 0–0 | 1–0 | 1–2 | 2–1 | 2–0 | 0–2 | 1–0 | 1–1 | 0–2 | 2–0 | 0–2 | 1–1 | 1–1 | 0–0 | 0–2 | —   | 1–1 | 3–2 |
| Vicenza           | 3–0 | 2–3 | 0–1 | 2–0 | 4–0 | 2–1 | 1–2 | 1–1 | 2–0 | 1–1 | 2–1 | 1–1 | 6–1 | 2–3 | 2–1 | 1–3 | 2–0 | 4–0 | —   | 0–2 |
| Virtus Verona     | 2–1 | 0–0 | 0–1 | 4–1 | 2–2 | 1–1 | 0–1 | 1–1 | 1–0 | 1–2 | 0–2 | 2–0 | 0–1 | 0–3 | 3–0 | 3–1 | 1–0 | 0–0 | 1–2 | —   |

## Grupo B

### Equipos participantes
| Equipos        | Ciudad             | Estadio                  | Temporada 2022/23   |
| -------------- | ------------------ | ------------------------ | ------------------- |
| Virtus Entella | Chiavari           | Comunale di Chiavari     | 4º                  |
| Reggiana       | Reggio Emilia      | Estadio MAPEI            | 2º                  |
| Cesena         | Cesena             | Estadio Dino Manuzzi     | 3º                  |
| Sassari Torres | Sassari            | Estadio Vanni Sanna      | 3º Serie D/ Grupo G |
| Ancona         | Ancona             | Estadio del Conero       | 6º                  |
| Vis Pésaro     | Pésaro             | Tonino Benelli           | 11º                 |
| Gubbio         | Gubbio             | Pedro Barbetti           | 7º                  |
| Olbia          | Olbia              | Bruno Nespoli            | 9º                  |
| Alessandria    | Alessandria        | Giuseppe Moccagatta      | 18º Serie B         |
| Carrarese      | Carrara            | Estadio dei Marmi        | 10º                 |
| Pontedera      | Pontedera          | Ettore Mannucci          | 14º                 |
| Lucchese       | Lucca              | Porta Elisa              | 8º                  |
| Fiorenzuola    | Fiorenzuola d'Arda | Velódromo Attilio Pavesi | 14º Grupo A         |
| Siena          | Siena              | Estadio Artemio Franchi  | 13º                 |
| Recanatese     | Recanati           | Nicola Tubaldi           | 1º Serie D/ Grupo F |
| Montevarchi    | Montevarchi        | Gastone Brilli-Peri      | 12º                 |
| Rimini         | Rímini             | Romeo Neri               | 1º Serie D/ Grupo D |
| Imolese        | Imola              | Romeo Galli              | 17º                 |
| San Donato     | Montevarchi        | Comunale "L.Pianigiani"  | 1º Serie D/ Grupo E |
| Fermana        | Fermo              | Bruno Recchioni          | 19º                 |

### Posiciones
| Pos. | Equipo          | Pts. | PJ | G  | E  | P  | GF | GC | Dif. | Clasificación                                         |
| ---- | --------------- | ---- | -- | -- | -- | -- | -- | -- | ---- | ----------------------------------------------------- |
| 1    | Reggiana (A, C) | 81   | 38 | 24 | 9  | 5  | 63 | 27 | +36  | Ascenso a Serie B                                     |
| 2    | Cesena          | 79   | 38 | 23 | 10 | 5  | 66 | 24 | +42  | Acceso a la fase nacional de la promoción de ascenso  |
| 3    | Virtus Entella  | 79   | 38 | 23 | 10 | 5  | 60 | 31 | +29  | Acceso a la fase nacional de la promoción de ascenso  |
| 4    | Carrarese       | 62   | 38 | 18 | 8  | 12 | 51 | 42 | +9   | Acceso a la fase de grupos de la promoción de ascenso |
| 5    | Gubbio          | 61   | 38 | 17 | 10 | 11 | 50 | 34 | +16  | Acceso a la fase de grupos de la promoción de ascenso |
| 6    | Pontedera       | 60   | 38 | 16 | 12 | 10 | 48 | 39 | +9   | Acceso a la fase de grupos de la promoción de ascenso |
| 7    | Ancona          | 58   | 38 | 16 | 10 | 12 | 55 | 44 | +11  | Acceso a la fase de grupos de la promoción de ascenso |
| 8    | Lucchese        | 51   | 38 | 12 | 15 | 11 | 36 | 32 | +4   | Acceso a la fase de grupos de la promoción de ascenso |
| 9    | Siena           | 48   | 38 | 11 | 17 | 10 | 38 | 40 | −2   | Acceso a la fase de grupos de la promoción de ascenso |
| 10   | Rimini          | 47   | 38 | 11 | 14 | 13 | 43 | 41 | +2   | Acceso a la fase de grupos de la promoción de ascenso |
| 11   | Recanatese      | 47   | 38 | 11 | 14 | 13 | 39 | 43 | −4   |                                                       |
| 12   | Fermana         | 44   | 38 | 9  | 17 | 12 | 43 | 49 | −6   |                                                       |
| 13   | Olbia           | 41   | 38 | 9  | 14 | 15 | 43 | 50 | −7   |                                                       |
| 14   | Fiorenzuola     | 41   | 38 | 11 | 8  | 19 | 31 | 44 | −13  |                                                       |
| 15   | Sassari Torres  | 41   | 38 | 8  | 17 | 13 | 33 | 36 | −3   |                                                       |
| 16   | Vis Pésaro      | 39   | 38 | 9  | 12 | 17 | 24 | 55 | −31  |                                                       |
| 17   | Alessandria     | 38   | 38 | 9  | 11 | 18 | 33 | 52 | −19  | Acceso a la promoción de permanencia                  |
| 18   | San Donato (D)  | 37   | 38 | 8  | 13 | 17 | 40 | 62 | −22  | Acceso a la promoción de permanencia                  |
| 19   | Imolese (D)     | 30   | 38 | 9  | 9  | 20 | 29 | 55 | −26  | Descenso a Serie D                                    |
| 20   | Montevarchi (D) | 28   | 38 | 6  | 10 | 22 | 32 | 58 | −26  | Descenso a Serie D                                    |

Actualizado a los partidos jugados el 23 de abril de 2023.
 Fuente: SoccerWay
Notas:
1. ↑  El Siena fue penalizado con dos puntos menos por no pagar impuestos relacionados con los salarios de sus jugadores.[1]
2. ↑  El Imolese fue penalizado con seis puntos menos por no pagar impuestos relacionados con los salarios de sus jugadores.[2]

### Resultados
| Local \ Visitante | ALE | ANC | CAR | CES | FER | FIO | GUB | IMO | LUC | MON | OLB | PON | REC | REG | RIM | SAD | SAS | SIE | VIR | VIS |
| ----------------- | --- | --- | --- | --- | --- | --- | --- | --- | --- | --- | --- | --- | --- | --- | --- | --- | --- | --- | --- | --- |
| Alessandria       | —   | 3–0 | 2–1 | 0–1 | 1–1 | 1–1 | 2–1 | 2–0 | 0–1 | 2–2 | 1–1 | 2–3 | 0–1 | 0–2 | 0–1 | 1–1 | 0–0 | 0–1 | 1–3 | 2–2 |
| Ancona            | 3–0 | —   | 3–3 | 0–1 | 2–1 | 2–0 | 0–1 | 1–0 | 2–1 | 1–2 | 1–1 | 3–0 | 4–0 | 2–1 | 3–0 | 3–0 | 1–1 | 1–1 | 0–3 | 1–1 |
| Carrarese         | 0–1 | 2–0 | —   | 1–1 | 2–0 | 2–0 | 0–2 | 2–1 | 2–1 | 1–0 | 1–0 | 1–0 | 3–1 | 1–1 | 3–1 | 1–3 | 0–1 | 3–0 | 3–1 | 3–0 |
| Cesena            | 3–1 | 0–1 | 1–2 | —   | 1–1 | 2–1 | 3–0 | 4–0 | 1–1 | 2–2 | 1–0 | 1–1 | 2–0 | 1–2 | 1–0 | 3–2 | 1–1 | 4–0 | 4–0 | 2–0 |
| Fermana           | 0–0 | 2–1 | 0–0 | 2–0 | —   | 4–2 | 1–1 | 1–2 | 1–0 | 1–1 | 0–0 | 0–4 | 0–0 | 0–3 | 1–2 | 1–1 | 1–0 | 3–1 | 0–1 | 0–1 |
| Fiorenzuola       | 0–0 | 0–1 | 2–0 | 0–0 | 1–0 | —   | 0–1 | 1–2 | 1–0 | 1–0 | 0–1 | 0–4 | 0–1 | 5–0 | 2–1 | 1–2 | 1–3 | 1–1 | 0–1 | 0–3 |
| Gubbio            | 2–0 | 0–1 | 1–2 | 1–1 | 1–3 | 0–0 | —   | 3–0 | 2–0 | 2–0 | 0–1 | 1–0 | 1–3 | 1–2 | 1–2 | 1–0 | 2–2 | 2–0 | 0–0 | 3–0 |
| Imolese           | 1–0 | 2–1 | 2–1 | 2–4 | 0–0 | 0–2 | 1–1 | —   | 0–2 | 0–2 | 0–1 | 1–2 | 2–1 | 0–1 | 1–1 | 3–1 | 0–1 | 0–4 | 1–2 | 0–0 |
| Lucchese          | 1–2 | 1–1 | 3–2 | 1–0 | 1–1 | 0–1 | 0–2 | 3–1 | —   | 1–0 | 2–0 | 1–1 | 1–3 | 0–1 | 2–1 | 0–0 | 0–0 | 1–1 | 0–0 | 3–0 |
| Montevarchi       | 1–2 | 1–2 | 2–1 | 0–3 | 2–2 | 1–1 | 2–1 | 1–2 | 0–0 | —   | 0–0 | 1–2 | 1–1 | 1–2 | 0–1 | 1–3 | 1–0 | 1–2 | 1–2 | 0–0 |
| Olbia             | 4–0 | 2–4 | 1–1 | 0–1 | 2–4 | 1–2 | 1–3 | 1–2 | 1–1 | 2–1 | —   | 1–0 | 1–1 | 1–2 | 1–1 | 2–2 | 3–1 | 0–0 | 1–1 | 0–1 |
| Pontedera         | 2–0 | 2–2 | 0–1 | 0–3 | 2–1 | 1–0 | 1–1 | 2–0 | 0–0 | 2–0 | 5–4 | —   | 0–0 | 0–0 | 1–0 | 2–4 | 1–0 | 0–2 | 2–1 | 1–1 |
| Recanatese        | 1–2 | 4–0 | 4–2 | 0–3 | 1–1 | 0–1 | 0–2 | 0–0 | 0–0 | 3–1 | 2–3 | 1–0 | —   | 0–1 | 0–1 | 1–1 | 0–2 | 2–1 | 1–2 | 0–0 |
| Reggiana          | 3–2 | 1–0 | 0–0 | 0–1 | 4–2 | 2–0 | 3–1 | 2–2 | 2–1 | 4–0 | 0–0 | 1–1 | 1–1 | —   | 2–0 | 2–0 | 1–0 | 4–0 | 0–1 | 3–0 |
| Rimini            | 3–0 | 2–1 | 0–1 | 0–1 | 2–2 | 1–1 | 0–1 | 3–1 | 1–1 | 1–1 | 3–0 | 1–1 | 1–2 | 2–2 | —   | 1–2 | 1–1 | 0–0 | 1–4 | 5–0 |
| San Donato        | 0–1 | 1–1 | 1–2 | 1–6 | 1–1 | 1–0 | 1–2 | 0–0 | 0–2 | 3–1 | 0–2 | 1–2 | 0–0 | 0–3 | 1–1 | —   | 1–3 | 1–1 | 1–1 | 1–1 |
| Sassari Torres    | 1–0 | 1–1 | 1–1 | 0–1 | 1–1 | 0–1 | 0–0 | 0–0 | 1–1 | 2–1 | 1–1 | 0–1 | 1–1 | 0–2 | 0–0 | 1–2 | —   | 2–0 | 0–1 | 2–2 |
| Siena             | 0–0 | 0–0 | 0–0 | 0–0 | 2–3 | 1–1 | 2–2 | 1–0 | 0–1 | 1–0 | 1–1 | 1–1 | 1–1 | 1–0 | 0–0 | 3–0 | 2–2 | —   | 1–2 | 4–0 |
| Virtus Entella    | 4–2 | 3–2 | 4–0 | 0–0 | 2–0 | 3–1 | 0–0 | 0–0 | 1–1 | 3–0 | 2–1 | 1–0 | 1–1 | 0–0 | 0–2 | 4–1 | 1–0 | 1–2 | —   | 2–1 |
| Vis Pésaro        | 0–0 | 0–3 | 1–0 | 1–2 | 1–1 | 1–0 | 0–4 | 1–0 | 0–1 | 0–1 | 2–1 | 1–1 | 0–1 | 0–3 | 0–0 | 1–0 | 2–1 | 0–2 | 0–2 | —   |

## Grupo C

### Equipos participantes
| Equipos            | Ciudad                  | Estadio                 | Temporada 2021-22   |
| ------------------ | ----------------------- | ----------------------- | ------------------- |
| Crotone            | Crotona                 | Estadio Ezio Scida      | 19º Serie B         |
| Catanzaro          | Catanzaro               | Estadio Nicola Ceravolo | 2º                  |
| Avellino           | Avellino                | Estadio Lombardi        | 4º                  |
| Viterbese          | Viterbo                 | Enrico Rocchi           | 16º                 |
| Virtus Francavilla | Francavilla Fontana     | Giovanni Paolo II       | 6º                  |
| Monopoli           | Monopoli                | Vito Simone Veneziani   | 5º                  |
| Fidelis Andria     | Andría                  | Degli Ulivi             | 17º                 |
| Foggia             | Foggia                  | Estadio Pino Zaccheria  | 7º                  |
| Turris             | Torre del Greco         | Amerigo Liguori         | 8º                  |
| Potenza            | Potenza                 | Alfredo Viviani         | 16º                 |
| Juve Stabia        | Castellammare di Stabia | Romeo Menti             | 11º                 |
| Taranto            | Tarento                 | Estadio Erasmo Iacovone | 15º                 |
| Latina             | Latina                  | Domenico Francioni      | 12º                 |
| Pescara            | Pescara                 | Estadio Adriático       | 5º Grupo B          |
| Picerno            | Picerno                 | Donato Curcio           | 10º                 |
| Monterosi          | Monterosi               | Ettore Mannucci         | 9º                  |
| Messina            | Mesina                  | Estadio Scoglio         | 14º                 |
| Audace Cerignola   | Ceriñola                | Domenico Monterisi      | 1º Serie D/ Grupo H |
| Gelbison           | Vallo della Lucania     | Giovanni Morra          | 1º Serie D/ Grupo I |
| Giugliano          | Giugliano de Campania   | Alberto De Cristofaro   | 1º Serie D/ Grupo G |

### Posiciones
| Pos. | Equipo             | Pts. | PJ | G  | E  | P  | GF  | GC | Dif. | Clasificación                                         |
| ---- | ------------------ | ---- | -- | -- | -- | -- | --- | -- | ---- | ----------------------------------------------------- |
| 1    | Catanzaro (A, C)   | 96   | 38 | 30 | 6  | 2  | 102 | 21 | +81  | Ascenso a Serie B                                     |
| 2    | Crotone            | 80   | 38 | 23 | 11 | 4  | 57  | 31 | +26  | Acceso a la fase nacional de la promoción de ascenso  |
| 3    | Pescara            | 65   | 38 | 19 | 8  | 11 | 58  | 42 | +16  | Acceso a la fase nacional de la promoción de ascenso  |
| 4    | Foggia             | 61   | 38 | 18 | 7  | 13 | 60  | 44 | +16  | Acceso a la fase de grupos de la promoción de ascenso |
| 5    | Audace Cerignola   | 60   | 38 | 16 | 12 | 10 | 48  | 41 | +7   | Acceso a la fase de grupos de la promoción de ascenso |
| 6    | Picerno            | 59   | 38 | 15 | 14 | 9  | 40  | 34 | +6   | Acceso a la fase de grupos de la promoción de ascenso |
| 7    | Monopoli           | 54   | 38 | 16 | 6  | 16 | 46  | 48 | −2   | Acceso a la fase de grupos de la promoción de ascenso |
| 8    | Latina             | 49   | 38 | 12 | 13 | 13 | 39  | 46 | −7   | Acceso a la fase de grupos de la promoción de ascenso |
| 9    | Potenza            | 48   | 38 | 10 | 18 | 10 | 49  | 57 | −8   | Acceso a la fase de grupos de la promoción de ascenso |
| 10   | Juve Stabia        | 46   | 38 | 12 | 10 | 16 | 37  | 49 | −12  | Acceso a la fase de grupos de la promoción de ascenso |
| 11   | Taranto            | 46   | 38 | 11 | 13 | 14 | 26  | 36 | −10  |                                                       |
| 12   | Giugliano          | 46   | 38 | 11 | 13 | 14 | 51  | 61 | −10  |                                                       |
| 13   | Virtus Francavilla | 45   | 38 | 13 | 6  | 19 | 47  | 54 | −7   |                                                       |
| 14   | Avellino           | 43   | 38 | 11 | 10 | 17 | 42  | 49 | −7   |                                                       |
| 15   | Turris             | 43   | 38 | 11 | 10 | 17 | 40  | 56 | −16  |                                                       |
| 16   | Monterosi          | 42   | 38 | 10 | 14 | 14 | 39  | 45 | −6   |                                                       |
| 17   | Messina            | 41   | 38 | 11 | 8  | 19 | 32  | 47 | −15  | Acceso a la promoción de permanencia                  |
| 18   | Gelbison (D)       | 36   | 38 | 7  | 15 | 16 | 25  | 40 | −15  | Acceso a la promoción de permanencia                  |
| 19   | Viterbese (D)      | 33   | 38 | 8  | 11 | 19 | 35  | 52 | −17  | Descenso a Serie D                                    |
| 20   | Fidelis Andria (D) | 33   | 38 | 6  | 15 | 17 | 29  | 49 | −20  | Descenso a Serie D                                    |

Actualizado a los partidos jugados el 23 de abril de 2023.
 Fuente: SoccerWay
Notas:
1. ↑  El Monterosi fue penalizado con dos puntos menos por no pagar impuestos relacionados con los salarios de sus jugadores.[3]
2. ↑  El Viterbese fue penalizado con dos puntos menos por la Sección Disciplanaria de la Corte Nacional Federal.[4]

### Resultados
| Local \ Visitante  | AUD | AVE | CAT | CRO | FID | FOG | GEL | GIU | JUV | LAT | MES | MNP | MNT | PES | PIC | POT | TAR | TUR | VIR | VIT |
| ------------------ | --- | --- | --- | --- | --- | --- | --- | --- | --- | --- | --- | --- | --- | --- | --- | --- | --- | --- | --- | --- |
| Audace Cerignola   | —   | 3–1 | 2–2 | 0–1 | 2–0 | 4–2 | 0–1 | 1–0 | 4–2 | 2–1 | 3–0 | 1–3 | 3–0 | 1–0 | 1–1 | 1–1 | 0–0 | 2–1 | 1–0 | 2–0 |
| Avellino           | 1–1 | —   | 2–2 | 3–1 | 1–0 | 3–2 | 0–0 | 0–1 | 0–0 | 0–0 | 2–1 | 0–0 | 0–2 | 1–0 | 0–2 | 2–0 | 4–0 | 0–1 | 0–1 | 0–2 |
| Catanzaro          | 4–0 | 4–1 | —   | 2–0 | 4–0 | 2–1 | 3–0 | 3–0 | 2–0 | 5–0 | 3–0 | 6–0 | 3–0 | 2–2 | 4–0 | 6–1 | 1–0 | 1–0 | 4–1 | 3–2 |
| Crotone            | 0–1 | 2–0 | 1–1 | —   | 2–1 | 1–1 | 1–1 | 3–1 | 1–0 | 1–0 | 1–0 | 2–0 | 1–0 | 1–0 | 1–0 | 0–0 | 1–0 | 0–0 | 3–0 | 3–2 |
| Fidelis Andria     | 1–2 | 1–0 | 0–4 | 0–0 | —   | 0–1 | 1–1 | 2–0 | 0–1 | 0–3 | 3–0 | 1–1 | 1–0 | 0–0 | 1–1 | 0–0 | 0–0 | 2–0 | 0–0 | 1–1 |
| Foggia             | 2–3 | 1–1 | 0–0 | 1–0 | 3–1 | —   | 1–1 | 3–0 | 3–0 | 1–3 | 1–0 | 1–0 | 1–2 | 0–4 | 2–3 | 3–0 | 2–0 | 4–0 | 1–0 | 2–0 |
| Gelbison           | 0–0 | 1–1 | 0–2 | 0–2 | 0–0 | 2–0 | —   | 1–1 | 1–3 | 0–0 | 1–2 | 1–5 | 0–1 | 1–2 | 0–0 | 1–1 | 3–0 | 1–0 | 2–0 | 0–1 |
| Giugliano          | 1–1 | 2–4 | 0–4 | 2–3 | 4–3 | 3–2 | 1–1 | —   | 0–1 | 1–1 | 2–2 | 2–1 | 0–2 | 1–1 | 2–2 | 3–2 | 0–0 | 4–1 | 2–0 | 2–0 |
| Juve Stabia        | 2–2 | 2–1 | 1–4 | 1–2 | 1–1 | 1–1 | 1–0 | 2–1 | —   | 1–3 | 3–0 | 2–0 | 1–3 | 1–2 | 1–0 | 0–0 | 0–0 | 0–2 | 2–0 | 0–0 |
| Latina             | 1–0 | 1–0 | 0–1 | 2–2 | 2–1 | 1–5 | 2–0 | 2–2 | 0–0 | —   | 0–2 | 0–0 | 0–2 | 1–2 | 1–0 | 0–0 | 1–0 | 0–0 | 2–1 | 1–0 |
| Messina            | 0–1 | 2–0 | 1–1 | 2–4 | 0–0 | 0–1 | 0–1 | 1–0 | 1–0 | 4–1 | —   | 0–1 | 3–2 | 1–0 | 0–1 | 1–1 | 1–2 | 0–1 | 2–1 | 1–1 |
| Monopoli           | 2–1 | 2–1 | 0–1 | 1–2 | 1–2 | 0–2 | 2–1 | 1–3 | 1–0 | 3–1 | 2–0 | —   | 3–2 | 1–2 | 1–0 | 1–2 | 4–1 | 2–0 | 1–0 | 0–1 |
| Monterosi          | 3–0 | 0–0 | 0–1 | 1–1 | 0–0 | 1–1 | 0–1 | 2–2 | 0–1 | 0–0 | 1–1 | 2–2 | —   | 0–0 | 1–1 | 0–0 | 0–0 | 3–5 | 2–1 | 2–1 |
| Pescara            | 2–0 | 1–0 | 0–3 | 0–1 | 3–0 | 0–4 | 2–1 | 1–1 | 2–2 | 2–2 | 1–0 |     | 2–2 | —   | 0–1 | 5–0 | 0–2 | 3–1 | 4–1 | 1–0 |
| Picerno            | 2–0 | 2–1 | 0–1 | 1–1 | 3–1 | 3–0 | 0–0 | 1–1 | 1–0 | 1–0 | 0–0 | 1–2 | 1–0 | 0–3 | —   | 2–2 | 2–1 | 0–1 | 2–1 | 0–0 |
| Potenza            | 0–0 | 2–4 | 3–2 | 1–1 | 2–1 | 1–1 | 3–1 | 1–1 | 5–2 | 3–0 | 0–1 | 1–2 | 2–2 | 1–3 | 2–2 | —   | 1–0 | 2–1 | 2–2 | 2–0 |
| Taranto            | 0–0 | 2–2 | 0–3 | 2–2 | 2–1 | 1–0 | 0–0 | 0–1 | 2–0 | 1–0 | 0–0 | 0–0 | 1–0 | 3–0 | 0–1 | 2–0 | —   | 0–0 | 1–0 | 2–1 |
| Turris             | 2–1 | 1–3 | 0–4 | 2–4 | 0–0 | 1–2 | 1–0 | 0–2 | 1–1 | 2–2 | 3–0 | 0–0 | 2–0 | 2–3 | 1–1 | 0–1 | 2–1 | —   | 2–2 | 2–1 |
| Virtus Francavilla | 1–1 | 2–3 | 2–4 | 1–2 | 2–1 | 1–0 | 1–0 | 4–1 | 3–1 | 0–0 | 1–0 | 2–0 | 3–0 | 3–2 | 0–1 | 1–1 | 3–0 | 3–1 | —   | 2–1 |
| Viterbese          | 1–1 | 2–0 | 1–0 | 1–3 | 2–2 | 1–2 | 0–0 | 2–1 | 0–1 | 1–5 | 1–3 | 2–0 | 0–1 | 0–1 | 1–1 | 3–3 | 0–0 | 1–1 | 2–1 | —   |

## Promoción de ascenso

### Fase de grupos

#### Primera ronda
| Local            | Resultado | Visitante    |
| ---------------- | --------- | ------------ |
| Padova           | 1–0       | Pergolettese |
| Virtus Verona    | 3–0       | Novara       |
| Renate           | 0–0       | Arzignano    |
| Gubbio           | 1–1       | Rimini       |
| Pontedera        | 2–1       | Siena        |
| Ancona           | 1–1       | Lucchese     |
| Audace Cerignola | 3–0       | Juve Stabia  |
| Picerno          | 0–1       | Potenza      |
| Monopoli         | 1–0       | Latina       |

#### Segunda Ronda
| Local            | Resultado | Visitante     |
| ---------------- | --------- | ------------- |
| Pro Sesto        | 1–1       | Renate        |
| Padova           | 0–1       | Virtus Verona |
| Carrarese        | 0–1       | Ancona        |
| Gubbio           | 1–1       | Pontedera     |
| Foggia           | 1–1       | Potenza       |
| Audace Cerignola | 2–1       | Monopoli      |

### Fase nacional

#### Primera ronda
| Equipo 1         | Agr. | Equipo 2       | Ida | Vuelta |
| ---------------- | ---- | -------------- | --- | ------ |
| Ancona           | 3–3  | Lecco          | 2–2 | 1–1    |
| Gubbio           | 3–3  | Virtus Entella | 2–0 | 1–3    |
| Virtus Verona    | 3–5  | Pescara        | 2–2 | 1–3    |
| Pro Sesto        | 2–3  | Vicenza        | 2–1 | 0–2    |
| Audace Cerignola | 4–4  | Foggia         | 4–1 | 0–3    |

#### Segunda ronda
| Equipo 1 | Agr. | Equipo 2       | Ida | Vuelta |
| -------- | ---- | -------------- | --- | ------ |
| Lecco    | 3–2  | Pordenone      | 0–1 | 3–1    |
| Vicenza  | 0–0  | Cesena         | 0–0 | 0–0    |
| Foggia   | 3–2  | Crotone        | 1–0 | 2–2    |
| Pescara  | 5–3  | Virtus Entella | 2–1 | 3–2    |

#### Rondas Finales
|  | Semifinales | Semifinales | Semifinales | Semifinales |   |       | Final | Final | Final | Final |  |
|  |             |             |             |             |   |       |       |       |       |       |  |
|  |             |             |             |             |   |       |       |       |       |       |  |
|  | Foggia      | Foggia      | 2           | 2(4)        |   |       |       |       |       |       |  |
|  | Foggia      | Foggia      | 2           | 2(4)        |   |       |       |       |       |       |  |
|  | Pescara     | Pescara     | 2           | 2(3)        |   |       |       |       |       |       |  |
|  | Pescara     | Pescara     | 2           | 2(3)        |   | Lecco | Lecco | 2     | 3(5)  |       |  |
|  |             |             |             |             |   | Lecco | Lecco | 2     | 3(5)  |       |  |
|  |             |             | Foggia      | Foggia      | 1 | 1(2)  |       |       |       |       |  |
|  | Lecco       | Lecco       | Foggia      | Foggia      | 1 | 1(2)  | 1     | 1(5)  |       |       |  |
|  | Lecco       | Lecco       |             |             |   |       | 1     | 1(5)  |       |       |  |
|  | Cesena      | Cesena      | 2           | 0(3)        |   |       |       |       |       |       |  |
|  | Cesena      | Cesena      | 2           | 0(3)        |   |       |       |       |       |       |  |
|  |             |             |             |             |   |       |       |       |       |       |  |

## Promoción de permanencia
| Equipo 1    | Agr. | Equipo 2    | Ida | Vuelta |
| ----------- | ---- | ----------- | --- | ------ |
| AlbinoLeffe | 2–1  | Mantova     | 1–0 | 1–1    |
| Triestina   | 2–1  | Sangiuliano | 0–0 | 2–1    |
| San Donato  | 2–3  | Alessandria | 1–2 | 1–1    |
| Gelbison    | 1–1  | Messina     | 1–0 | 0–1    |